# Bundesautobahn 255
De Bundesautobahn 255 (kortweg A255, ook wel Abzweig Veddel genoemd) is een autosnelweg in de Duitse deelstaat Hamburg die een verbinding vormt tussen het centrum van Hamburg en de A1.
Officieel is de verbinding met de A252 en de A1 een enkel knooppunt, al heeft het meer weg van twee aparte knooppunten.